# Piazzetta Duca d'Aosta
Piazzetta Duca d'Aosta (en français : « placette Duc D'Aoste »), populairement appelée Piazzetta Augusteo, est une petite place de Naples.

## Histoire et description
Le nom officiel Duca D'Aosta est issu de fait que l'emplacement était dédié à Emmanuel-Philibert de Savoie duc d'Aoste; le nom populaire lui, est issu de son endroit de localisation. En effet sur cette place se trouve le Teatro Augusteo, construit entre 1926 et 1929. La petite place a été réalisée une année avant l'inauguration du théâtre en 1928, comme élargissement pour le trafic des passagers de la nouvelle Funiculaire Centrale, dont la gare terminale se trouve encore aujourd'hui sur cette place et relie le centre historique de Naples avec le quartier Vomero.
La petite place qui donne sur la rue centrale via Toledo, est située à proximité de la Galleria Umberto I et de la piazza del Plebiscito.